# Cariamidae
Famille
Les Cariamidae (ou cariamidés en français) forment une famille d'oiseaux d'Amérique du Sud, les cariamas, constituée de deux espèces classées dans deux genres différents, Cariama cristata et Chunga burmeisteri. Ils sont aussi les seuls représentants actuels de l'ordre des cariamiformes.

## Description
Les cariamas sont de grands oiseaux terrestres (70 à 90 cm), aux longues pattes, à tête évoquant un rapace, à long cou et longue queue. Ils fréquentent les zones herbeuses, les savanes, les régions boisées sèches et les forêts claires.

## Liste des taxons
D'après la classification de référence (version 5.1, 2015) du Congrès ornithologique international (ordre phylogénique) :
- Cariama Brisson, 1760
  - Cariama cristata  (Linnaeus, 1766) – Cariama huppé
- Chunga Hartlaub, 1860
  - Chunga burmeisteri (Hartlaub, 1860) – Cariama de Burmeister